# Dysgnathia semistriga
Dysgnathia semistriga là một loài bướm đêm trong họ Noctuidae.